# Diana Sport
Diana Sport è stata un'azienda italiana produttrice di costumi da bagno utilizzati in particolare nel nuoto agonistico.

## Storia
L'azienda, fondata nel 1947 a Merate in provincia di Lecco da Luigia e Pietro Casati, deve il suo nome alla mitologia e in particolare a Diana, che rappresentava la dea della caccia, da qui la freccia, marchio dell'azienda dal 1972. La società inizia la sua attività con la produzione di intimo e nel 1955 avvia la produzione di costumi da bagno con i primi tessuti elasticizzati nel paese.
Lo sviluppo durante gli anni settanta ed ottanta: grazie all'introduzione sul mercato dell'abbigliamento di materiali molto performanti come la lycra, la produzione dei costumi da bagno viene rivoluzionata. Escono i primi costumi sgambati. Nel 1975 la società brevetta il primo costume da pallanuoto anti-presa e, sempre nello stesso anno, brevetta la prima cuffia da pallanuoto monoblocco con protezione frontale.  L'azienda si specializza nei costumi da bagno per le competizioni internazionali e durante i Giochi della XXII Olimpiade a Mosca del 1980 Diana fa esordire il costume da competizione più leggero al mondo, solo 32 grammi, denominato SLICK. Nel 1986 Diana Sport, passata nel frattempo di proprietà della famiglia Bechis, presenta durante i campionati mondiali di nuoto a Madrid il primo costume integrale indossato dalla nazionale svedese.
Durante gli anni novanta e duemila, l'azienda si ispira alle caratteristiche fisiche degli squali per realizzare la serie di costumi da bagno da competizione Submarine, che riduce l'attrito del corpo in acqua, aumentandone quindi la velocità. Nel 2000 esce Mach1, il primo costume realizzato in silicone.
Nel 2005 la riduzione della domanda produce qualche difficoltà con il ricorso alla cassa integrazione per un certo numero di dipendenti che in quel periodo è di circa un centinaio. Così l'azienda, oltre che ai costumi e prodotti da competizione come cuffie ed occhialini, entra anche nei settori non agonistici per gli atleti più piccoli acquisendo nel 2010 dalla multinazionale dei giocattoli Giochi Preziosi la licenza d’uso del brand “Gormiti”. 
Nel 2011 la proprietà passa alla Rue Royale Diana srl con alla presidenza Riccardo Bechis e nel 2012 è presentato il nuovo costume da competizione Submarine TF2, realizzato per la prima volta con l'impiego di nano particelle di ceramica.
Le difficoltà non diminuiscono e nel luglio 2013 i dipendenti si riducono ad una ventina. Nel marzo 2015 Riccardo Bechis, 52 anni e nome conosciuto nel mondo del windsurf, è stroncato da un malore nel Trentino mentre sta risalendo verso una malga. In novembre testimonial della nuova linea agonistica è Filippo Magnini.
Nel luglio 2017 il Tribunale di Lecco dichiara il fallimento della Rue Royale Diana srl.

## Testimonial
Diana Sport è stata sponsor di varie nazionali di nuoto e pallanuoto come Italia, Francia, Svizzera, Spagna, Svezia, Norvegia, Jugoslavia, Slovenia, USA, Inghilterra, Ucraina e Portogallo. Tra gli atleti che sono stati sponsorizzati da Diana Sport o che sono stati scelti come testimonial dell'azienda si possono ricordare Jim Montgomery, Luca Sacchi, Ilaria Tocchini, Otylia Jędrzejczak, Nadia Comăneci, Filippo Magnini, Luca Dotto e Michele Santucci.

## Gli sport
- Nuoto
- Pallanuoto
- Nuoto di fondo
- Tuffi
- Nuoto sincronizzato
- Nuoto per salvamento